# Antonio Martini
Pour les articles homonymes, voir Martini.
Antonio Martini (né le 20 avril 1720 à Prato, en Toscane, et mort le 31 décembre 1809 à Florence) est un évêque catholique italien du XVIIIe siècle.

## Biographie
Antonio Martini naquit à Prato, en Toscane, le 20 avril 1720. Il quitta son pays ; et il résidait dans le Piémont, lorsqu'il fit paraître à Turin, en 1769, une traduction italienne du Nouveau Testament, qui fut approuvée par l'archevêque de Turin, Francesco Rorengo di Rorà. Depuis il compléta la traduction de la Bible, en donnant la version italienne de l'Ancien Testament. Ce travail valut à l'auteur un bref honorable de Pie VI, du 17 mars 1778 ; le même pape nomma, peu après, Martini à l'évêché de Bobbio ; mais pendant qu'il se rendait à Rome pour y être examiné et sacré, comme il passait par Florence, il fut revendiqué par le grand-duc Léopold, comme son sujet, et promu à l'archevêché de Florence, pour lequel il fut institué, le 25 juin 1781. Peut-être avait-on espéré trouver en lui un partisan des innovations que l'on préparait alors en Toscane : mais, si le prélat avait jugé quelques réformes nécessaires, il était loin d'approuver le système de bouleversement que Scipione de' Ricci manifesta bientôt. Quand il vit où l'on tendait, il s'unit plus étroitement au Saint-Siège, et encourut en plusieurs occasions les reproches des novateurs. Il se fit principalement honneur par sa conduite dans l'assemblée des évêques tenue à Florence en 1787, et concourut à faire avorter les projets de ceux qui avaient compté se servir de celte convocation pour jeter en Toscane des semences de troubles et de schisme. En 1785, il fit imprimer ses Instructions morales sur les sacrements, et, peu après, des Instructions dogmatiques, historiques et morales sur le symbole, 2 vol. ; ce sont les Sermons mêmes qu'il avait prêchés sur ce sujet. On cite aussi des mandements de ce prélat. Il mourut à Florence, dans un âge très-avancé, le 31 décembre 1809 ; il avait le titre d'évêque assistant au trône.